# Buscando a Nemo (franquicia)
Buscando a Nemo (Finding Nemo en inglés) es una franquicia de películas animadas de CGI y licencia de los medios de Disney, reproducida por Pixar Animation Studios y distribuida por Walt Disney Pictures. Comenzó con la película de 2003 Buscando a Nemo, que fue seguida por una secuela, Buscando a Dory, que se estrenó en 2016. Ambas películas están dirigidas por Andrew Stanton.

## Películas

### Buscando a Nemo(2003)
Buscando a Nemo es la quinta película de Pixar. Cuenta la historia de Nemo y su padre sobreprotector Marlin que, junto a Dory, emprenderá un viaje hasta el puerto de Sídney en busca de su hijo. En el camino, Marlin aprende a tomar riesgos y dejar a Nemo cuidar de sí mismo.

### Buscando a Dory(2016)
Buscando a Dory es la película #17 de Pixar. La película se centra en el personaje de Dory, que decide ir en busca de su familia. Se lleva a cabo de un año después de Buscando a Nemo y ocurre en la costa de California.

Finding Nemo (2003)
Finding Dory (2016)

## Cortometrajes

### Explorando el arrecife
Es un corto documental. Trata sobre Jean-Michel Cousteau explorando la Gran Barrera de Coral, pero Marlin, Nemo y Dory no paran de molestarlo. El corto se incluye en el segundo disco del DVD de Buscando a Nemo.

## Recepción
La película es la segunda película más taquillera del estudio Pixar. 
| Film                                                                              | Día de lanzamiento        | Ingresos       | Ingresos     | Ingresos        | Rango                   | Rango                 | Presupuesto |
| Film                                                                              | Día de lanzamiento        | Estados Unidos | Extranjero   | A nivel mundial | Toda la venta doméstica | Toda la venta mundial | Presupuesto |
| --------------------------------------------------------------------------------- | ------------------------- | -------------- | ------------ | --------------- | ----------------------- | --------------------- | ----------- |
| Buscando a Nemo                                                                   | 30 de mayo del 2003       | $380,843,261   | $555,900,000 | $936,743,261    | #20 #53 (A)             | #24                   | $99,000,000 |
| Lanzamiento oficial                                                               | 30 de mayo                | $339,714,978   | $524,900,000 | $864,614,978    |                         |                       | $94,000,000 |
| Re-release (en 3D)                                                                | 14 de septiembre del 2012 | $41,128,283    | $31,000,000  | $72,128,283     |                         |                       | $5,000,000  |
| Finding Dory                                                                      | 17 de junio del 2016      |                |              |                 |                         |                       |             |
| Total                                                                             | Total                     | $380,843,261   | $555,900,000 | $936,743,261    |                         |                       | $99,000,000 |
| Lista de indicadores (A) Las indicaciones fueron consultadas en Box Office Mojo). |                           |                |              |                 |                         |                       |             |

### Crítica
| Película     | Rotten Tomatoes   | Rotten Tomatoes      | Rotten Tomatoes        | Metacritic      | Metacritic      | CinemaScore | IMDb                | FilmAffinity        |
| Película     | Crítica           | Críticos importantes | Audiencia              | Crítica         | Audiencia       | CinemaScore | IMDb                | FilmAffinity        |
| ------------ | ----------------- | -------------------- | ---------------------- | --------------- | --------------- | ----------- | ------------------- | ------------------- |
| Finding Nemo | 99% (280 reseñas) | 96% (53 reseñas)     | 86% (33 356 435 votos) | 90 (38 reseñas) | 8.7 (870 votos) | A+          | 8.1 (823 114 votos) | 7.5 (139 237 votos) |
| Finding Dory | 94% (297 reseñas) | 91% (53 reseñas)     | 84% (181 036 votos)    | 77 (48 reseñas) | 7.4 (738 votos) | A           | 7.3 (196 696 votos) | 6.7 (23 177 votos)  |
| Promedio     | 97%               | 94%                  | 85%                    | 84              | 8.1             | A+          | 7.7                 | 7.1                 |

## Premios y nominaciones
La película recibió críticas positivas y ganó el Premios Óscar a la mejor película de animación. Fue un gran éxito financiero, ya que recaudó más de $921 millones en el mundo. Es el DVD más vendido de todos los tiempos, con más de 40 millones de copias vendidas a partir del 2006. En 2008, el American Film Institute la nombró la 10.ª película animada más grande que jamás se ha hecho. También ganó el premio a la mejor película de animación en la Crítica de Kansas City Film Adwards Circle.

## Elenco completo
La lista de personajes completa que incluye los personajes de Buscando a Nemo, Buscando a Dory y el documental/cortometraje Exploring the Reef.
| Personaje          | Película                             | Película                  | Cortometraje       |
| Personaje          | Buscando a Nemo                      | Buscando a Dory           | Exploring the Reef |
| ------------------ | ------------------------------------ | ------------------------- | ------------------ |
| Nemo               | Alexander Gould                      | Hayden Rolence            | Alexander Gould    |
| Marlin             | Albert Brooks                        | Albert Brooks             | Albert Brooks      |
| Dory               | Ellen DeGeneres                      | Ellen DeGeneres           | Ellen DeGeneres    |
| Gill               | Willem Dafoe/Hayden Hanks            | Willem Dafoe/Hayden Hanks |                    |
| Bloat              | Brad Garrett/Tom Hanks/Albert Brooks |                           |                    |
| Peach              | Allison Janney                       |                           |                    |
| Gurgle             | Austin Pendleton                     |                           |                    |
| Bubbles            | Stephen Root                         |                           |                    |
| Deb/Flo            | Vicki Lewis                          | Vicki Lewis               |                    |
| Jacques            | Joe Ranft                            |                           |                    |
| Nigel              | Geoffrey Rush                        |                           |                    |
| School of moonfish | John Ratzenberger                    |                           |                    |
| Crush              | Andrew Stanton                       | Andrew Stanton            |                    |
| Mr. Ray            | Bob Peterson                         | Bob Peterson              |                    |
| Bruce              | Barry Humphries                      |                           |                    |
| Anchor             | Eric Bana                            |                           |                    |
| Chum               | Bruce Spence                         |                           |                    |
| Sheldon            | Erik Per Sullivan                    |                           |                    |
| Dr. Philip Sherman | Bill Hunter                          |                           |                    |
| Coral              | Elizabeth Perkins                    |                           |                    |
| Squirt             | Nicholas Bird                        | Bennett Dammann           |                    |
| Darla              | LuLu Ebeling                         |                           |                    |
| Jenny              |                                      | Diane Keaton              |                    |
| Charlie            |                                      | Eugene Levy               |                    |
| Destiny            |                                      | Kaitlin Olson             |                    |
| Hank               |                                      | Ed O'Neill                |                    |
| Bayley             |                                      | Ty Burrell                |                    |
| Fluke              |                                      | Idris Elba                |                    |
| Rudder             |                                      | Dominic West              |                    |
| Becky              |                                      | Torbin Bullock            |                    |

## Parques temáticos
- Crush's Coaster en Walt Disney Studios Park en Disneyland París.
- Buscando a Nemo Submarine Voyage en Disneyland en Disneyland Resort.
- Buscando a Nemo - The Musical en el Animal Kingdom de Disney en Walt Disney World.
- The Seas with Nemo & Friends en Epcot en Walt Disney World.
- Turtle Talk with Crush en Epcot en Walt Disney World, Disney California Adventure en Disneyland y Tokyo DisneySea en Tokio Disney Resort.

## Otros

### Videojuegos

#### Buscando a Nemo
Fue lanzado en 2003. El objetivo es completar los diferentes niveles en virtud de las funciones de los protagonistas de la película. Incluye escenas de la película.
El juego recibió críticas mixtas. Recibió 2/5 estrellas en GameSpy, 6.2/10 en GameSpot e IGN le dio 7.0/10 en la versión de PlayStation 2.

#### Amigos de Disney
En 2007, Amaze Entertainment lanzó Amigos de Disney. Está basado en varias películas de Disney. El juego cuenta con personajes de Lilo & Stitch, Winnie the Pooh y El rey león.

#### Kinect Adventures Disneyland
Es un videojuego lanzado en 2011 por Frontier Developments y Cobra, INC. El juego se basa en varias atracciones de Disneyland. Fue lanzado para Xbox 360

### Música
La banda sonora fue compuesta por Thomas Newman. Fue nominada a Mejor Banda Sonora en los Premios de la Academia #76, pero perdió contra El Señor de los Anillos: el retorno del Rey.